# Семёновка (Караидельский район)
Семёновка — упраздненная в 1986 году деревня Раздолинского сельсовета Караидельского района Башкирской АССР. Ныне урочище Семёновка на территории современного Ургушевского сельсовета.

## География
В 1952 году д. Семёновка находилась в 15 км от райцентра села Байкибашево и в 5 км от центра сельсовета — с. Расстреляево (Раздолье).
Урочище Семёновка находится у пруда и лесного массива Семёновский лес.

## История
Семёновка возникла как хутор. В 1814 году первое упоминание — обитают «незаконно неизвестные люди», тогда же землю площадью 3930 десятин вокруг хутора башкиры Байкинской тюбы Сунларской волости продали полковнику Алексею Ермолаеву за 600 рублей. Но официально селение под таким названием не было до 1917 г., когда на хуторе Байкинской волости зафиксировано 30 дворов, в них 207 русских и 2 украинца. Через 3 года хутор стал деревней в 33 двора и 184 жителя.
В 1952 году д. Семёновка входила в Расстреляевский сельсовет Байкибашевского района, находилась в 15 км от райцентра села Байкибашево и в 5 км от центра сельсовета — с. Расстреляево (Раздолье).
Исключена из учётных данных Указом Президиума ВС Башкирской АССР от 12.12.1986 N 6-2/396 «Об исключении из учётных данных некоторых населённых пунктов»).